# Aeroportul Internațional Savannah/Hilton Head
Aeroportul Internațional Savannah/Hilton Head (IATA: SAV, ICAO: KSAV, FAA LID: SAV) este un aeroport din Georgia, Statele Unite ale Americii ce deservește zona Savannah. Aeroportul a fost tranzitat în 2022 de 3.533.294 de pasageri. A fost deschis în 1918 și numit după zona deservită.
Situat la o altitudine de 15 m, aeroportul dispune de 2 piste.

## Infrastructură

### Piste
Aeroportul dispune de 2 piste. Pista 01/19 are suprafața de beton și dimensiunile 7.002 picioare × 150 picioare. Pista 10/28 are suprafața de beton și dimensiunile 9.351 picioare × 150 picioare. 